# Воле
Воле (рос. Волое) — село в Кіровському районі Калузької області Російської Федерації.
Населення становить 407 осіб. Входить до складу муніципального утворення Село Воле.

## Історія
Від 2004 року входить до складу муніципального утворення Село Воле.

## Населення
| 2002 | 2010 |
| ---- | ---- |
| 553  | ↘407 |